# La Nación (Argentina)
La Nación è uno storico quotidiano argentino fondato a Buenos Aires nel 1870 per iniziativa dell'ex presidente Bartolomé Mitre.
Stampato in formato broadsheet è, per tiratura, il secondo quotidiano del Paese dopo Clarín, attestandosi, nel triennio 2008-10, sulle circa 150 000 copie giornaliere dal lunedì al sabato con punte di circa 250 000 alla domenica.

## Storia

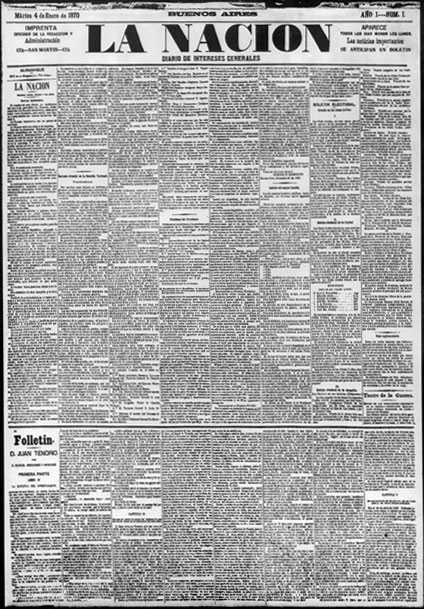
Primero numero del 4 di gennaio 1870.

Il giornale fu fondato il 4 gennaio 1870 dall'ex presidente argentino Bartolomé Mitre insieme ad alcuni soci. Nei primi anni del XX secolo l'incarico di caporedattore fu ricoperto da José Luis Murature, futuro ministro degli Affari Esteri del paese sudamericano.
Nella seconda metà del XX secolo, con la chiusura di alcune importanti testate giornalistiche argentine quali Crítica e Crónica, si accentuò la competizione tra La Nación ed il quotidiano Clarín, fondato nel 1945 e diventato in breve tempo il principale del paese.
Il 7 novembre 2016 ha iniziato a trasmettere il canale televisivo La Nación +.

## Linea editoriale
La Nación nacque come espressione della linea politica di Mitre. Sino alla morte del suo fondatore il giornale appoggiò l'Unione Civica Nazionale e mantenne un orientamento affine al liberalismo nazionale. Nei decenni successivi La Nación virò su posizioni liberal-conservative e spiccatamente anti-peroniste ed anti-radicali.

## La struttura editoriale
Le rubriche del giornale sono molto articolate.
- Presente –  È una rubrica che tratta i temi di attualità – politica, scienza, cultura.
- Economia –  Al suo interno la rubrica ha una pagina (The Wall Street Journal Americhe) dedicata alle borse americane.
- Campo – È una rubrica dedicata alla produzione di cereali e prodotti in genere, della Nazione.
- Sport – In questa rubrica oltre agli sport nazionali, viene evidenziato anche lo sport europeo.
- Stile di vita – È una rubrica che parla del mondo dei personaggi famosi argentini, delle loro abitudini.
- Tecnologia – Rubrica dedicata al mondo dell'informatica e delle sue innovazioni tecnologiche.
- Editorialisti – Questa sezione della Nación è molto articolata, in quanto collaborano numerosi giornalisti che si occupano di temi nazionali ed internazionali.

## Editorialisti
- Enrique Valiente Noailles – Teatro
- Carmen Acevedo Díaz – Moda
- Roberto Cachanosky – Politica interna
- Daniel Della Costa – Famiglia
- José Ignacio López – La Chiesa oggi
- Pola Urtubey Suárez – Musica
- Pablo Gianera - Letteratura / Musica